# Mamour Alieu Jagne
Mamour Alieu Jagne (* im 20. Jahrhundert) ist ein gambischer Politiker und Diplomat. Er war kurzzeitig Außenminister (Secretary of State for Foreign Affairs) des westafrikanischen Staates Gambia.

## Leben
Jagne besuchte von 1982 bis 1989 das Gambia High School in Banjul, den B. Sc. im Studienfach Allgemeine Landwirtschaft erwarb er von 1989 bis 1993 an der Njala University und University of Sierra Leone. Auf Imperial (Wye) College und der University of London erwarb er im Studienfach Agrarökonomie von 1995 bis 1996 des Abschlusses des Post Graduate Diploma und machte dort bis 1997 seinen M. Sc. im Studienfach Agrarwirtschaft.
Von August 1999 bis Juli 2001 war beim Gambia Rural Finance and Community Initiatives Project des Internationalen Fonds für landwirtschaftliche Entwicklung (IFAD) als Beauftragter für Überwachung und Evaluierung beschäftigt. Anschließend war er vom August 2001 Stellvertretender Projektleiter Gambia Capacity Building for Economic Management Project der Weltbank bis Juni 2003. Dann war er bis Juni 2005 nationaler Projektkoordinator beim Projekt Gambia Capacity Building for MDGs des Entwicklungsprogramm der Vereinten Nationen (UNDP) und wurde dann im Juli 2005 Teamleiter, Armut und MDGs. Diesen Posten behielt er bis Juni 2008.
Im Juli 2008 wurde er als Außerordentlicher und bevollmächtigter Botschafter und Ständiger Vertreter bei der EU ermannt. Die Akkreditierung umfasst auch gleichzeitig die Akkreditierung im Königreich Belgien, in der Tschechischen Republik, in der Bundesrepublik Deutschland, im Großherzogtum Luxemburg, im Königreich der Niederlande, in der Republik Polen und in der Slowakischen Republik. Sowie als Ständiger Vertreter bei der Welthandelsorganisation, beim Internationalen Strafgerichtshof, beim Internationalen Strafgerichtshof für das ehemalige Jugoslawien, bei der Organisation für das Verbot chemischer Waffen, Überwachungsaufgaben für die Weltzollorganisation und den Internationalen Gerichtshof. Er war bis Januar 2014 als Botschafter tätig.
Im gambischen Außenministerium war er ab Februar 2014 bis April 2014 als Staatssekretär berufen und wurde im April 2014 von Präsident Yahya Jammeh bei einer Kabinettsbildung mit Wirkung vom 9. April als Außenminister Gambias und Nachfolger von Aboubacar Senghore ernannt. Ende Mai 2014 wurde er wieder von diesem Posten abgezogen.
Ab August 2014 bis April 2015 war er als Berater der UNO und Vermittler am Management Development Institute. Ab April 2015 war er als Stabschef des Generalsekretärs der ACP Group in Brüssel bis August 2018 beschäftigt. Im September 2018 machte er sich in Banjul selbstständig. Seit 2021 ist er Direktor des Resilience of Organisations for Transformative Smallholder Agriculture Programme (Roots).